# Золотухин, Владимир Максович
Влади́мир Ма́ксович Золоту́хин (16 мая 1936, Харьков, УССР, СССР — 4 сентября 2010, Харьков, Украина) — советский и украинский композитор и педагог, народный артист Украины (1996).

## Биография
В 1958 г. окончил Донецкое музыкальное училище по классу фортепиано. В 1963 г. — Харьковскую консерваторию по классу композиции Д. Л. Клебанова. В 1963—1967 гг. — преподаватель кафедры теоретических предметов Харьковского института культуры. С 1967 г. — преподаватель кафедры композиции и инструментовки Харьковского института искусств. Заведовал кафедрой композиции и инструментовки в Харьковском государственном университете искусств имени И. П. Котляревского. Среди учеников Ю. Алжнев, И. Гайденко, Б. Севастьянов, А. Невилько и другие.

## Сочинения
- для хора, солиста и оркестра — песня-поэма «Всадники» (1966);
- для солиста и оркестра — баллады: «К звездам» (сл. Л. Брянского, 1970), «Северный полюс» (сл. А. Житницкого, 1969), «Родины высокие орбиты» (сл. М. Нагнибеды, 1972), «Монолог любви» (сл. Р. Левина, 1971);
- для оркестра — симфония (1970), поэма «Памяти неизвестного солдата» (1963, 2 ред. 1967), Концертная увертюра (1966);
- концерты с оркестром — для фортепиано (1960), для скрипки (1965, 2 ред. 1973);
- для меццо-сопрано и камерного оркестра — ария «Верность» (сл. С. Шумицкого);
- для фортепиано — соната (1970);
- для скрипки и фортепиано — «Ноктюрн» (1958);
- для гобоя и фортепиано — «Поэма» (1960);
- для балалайки и фортепиано — «Интермеццо» (1965);

Автор романсов на слова А. Фета, И. Бунина, А. Пушкина, Л. Украинки, А. Блока, эстрадной музыки, песен, в том числе цикл «Песни любви» (сл. советских поэтов, 1972), музыки для театра, музыки для телевидения, в том числе к постановке «Лошадиная фамилия» (по А. Чехову, 1967).